# Dorjee Tsawa
Dorjee Tsawa (Horgen, 4 augustus 1976), bijnaam Dodo, is een Zwitsers oud-voetballer van Tibetaanse oorsprong.

## Voetbalcarrière
De defensieve middenvelder begon met voetbal in 1982 bij FC Horgen en kwam in 1986 in de jeugdafdeling van FC St. Gallen waar hij in 1995 profvoetballer werd.
In de winterpauze van het seizoen 1999/2000 wisselde hij naar FC Zürich, waarmee hij in 2000 de Zwitserse beker won, terwijl hij in 1998 met FC St. Gallen de finale met strafschoppen had verloren tegen FC Lausanne-Sport. In Zürich bleef Tsawa slechts een half seizoen waarna hij zich bij AC Bellinzona aansloot. In de zomer van 2001 wisselde hij naar Neuchâtel Xamax FC. Nadat hij deze vereniging na het seizoen 2002/2003 verliet, bleef hij zeven maanden contractloos.
Uiteindelijk kwam hij onder contract bij FC Schaffhausen die in de een na hoogste Zwitserse divisie, de Challenge League, speelde. In het seizoen 2003//2004 promoveerde de club naar de hoogste Zwitserse divisie, de Axpo Super League. Bij de eerste training van het seizoen 2006/2007 kreeg Tsawa te horen dat de vereniging de toekomst zonder hem zou stellen en dat zijn contract niet meer verlengd zou worden.
| jaar        | club               | land        | competitie        | wed. | goals |
| ----------- | ------------------ | ----------- | ----------------- | ---- | ----- |
| 1995 - 1996 | FC St. Gallen      | Zwitserland | Axpo Super League | 10   | 0     |
| 1996 - 1997 | FC St. Gallen      | Zwitserland | Axpo Super League | 32   | 0     |
| 1997 - 1998 | FC St. Gallen      | Zwitserland | Axpo Super League | 30   | 1     |
| 1998 - 1999 | FC St. Gallen      | Zwitserland | Axpo Super League | 33   | 1     |
| 1999 - 2000 | FC St. Gallen      | Zwitserland | Axpo Super League | 10   | 0     |
| 1999 - 2000 | FC Zürich          | Zwitserland | Axpo Super League | 13   | 1     |
| 2000 - 2001 | AC Bellinzona      | Zwitserland | Axpo Super League | 33   | 2     |
| 2001 - 2002 | Neuchâtel Xamax FC | Zwitserland | Axpo Super League | 32   | 1     |
| 2002 - 2003 | Neuchâtel Xamax FC | Zwitserland | Axpo Super League | 4    | 0     |
| 2003 - 2004 | FC Schaffhausen    | Zwitserland | Axpo Super League | 20   | 0     |
| 2004 - 2005 | FC Schaffhausen    | Zwitserland | Axpo Super League | 30   | 0     |
| 2005 - 2006 | FC Schaffhausen    | Zwitserland | Axpo Super League | 15   | 0     |

Toen hij eerst geen nieuwe vereniging vond, trainde hij bij het tweede elftal van FC St. Gallen mee om fit te blijven. Hierbij liep hij een meniscusblessure op, waarvoor hij tweemaal geopereerd moest worden en zijn actieve voetbalcarrière eindigde.
Dorjee Tsawa speelde 41 keer in de Challenge League waarbij hij driemaal scoorde. In de Axpo Super League speelde hij in 234 wedstrijden en scoorde hij achtmaal.

## Trainercarrière
Vanaf 2004 volgde Tsawa studies voor sportmanager en voetbaltrainer, waaronder het UEFA-B-Diploma, en fitnesstrainer en in 2008 sloot hij zijn opleiding als Reha-Trainer af. Hij werkt momenteel aan zijn UEFA-A-Diploma waarvoor hij in 2009 wil slagen.
Sinds 2007 werkt hij bij FC Zürich als jeugdtrainer voor de onderste geledingen. In St. Gallen werkt vanuit zijn eigen fitnessstudio onder andere aan talentbevordering van jonge voetballers.

## Nationale elftallen
In zijn jeugdtijd bij FC St. Gallen speelde Tsawa in de nationale jeugdelftallen boven de 15 en boven de 20 jaar van de Zwitserse voetbalbond. Voor het Zwitsers A-voetbalelftal is hij echter nooit opgeroepen.
Hoewel hij Tibet, het vaderland van zijn voorouders, nog nooit bezocht heeft, speelde hij in de FIFI Wild Cup in 2006 in Hamburg als enige profvoetballer voor het Tibetaans voetbalelftal.

## Erelijst
FC Zürich
- Zwitserse beker

2000